# Аструп, Эйвин
Э́йвин А́струп (норв. Eivind Astrup, 17 сентября 1871, Кристиания — 27 декабря 1895, Довре) — норвежский полярный исследователь и этнограф. Соратник Роберта Пири, участник его экспедиций 1891—1892 и 1893—1894 годов. Совместно с Пири совершил поход к северному побережью Гренландии и открыл Землю Пири (1892). В сезон 1894 года картографировал залив Мелвилл, поименовав 16 географических объектов. Кавалер высшей награды Норвегии — ордена Св. Олафа первого класса, которого удостоился в возрасте двадцати одного года. В США и Норвегии разрабатывал проекты антарктической экспедиции, а также использования воздушных шаров для достижения Северного полюса. В сентябре 1895 года выполнил первые в Норвегии аэрофотографии. Погиб при неясных обстоятельствах на лыжной прогулке, на месте обнаружения его тела воздвигнут памятник.
В честь Эйвина Аструпа названы четыре объекта в Гренландии, возвышенность на полуострове Таймыр, мыс в Антарктике, улицы в нескольких норвежских городах. Ещё при жизни Аструп считался одним из величайших норвежских полярников, на его лекции о методах арктических путешествий в феврале 1893 года присутствовал Руаль Амундсен, который немедленно начал планирование собственных лыжных походов. В 2011 и 2017 годах были выпущены биографии Аструпа на норвежском и английском языках.

## Ранние годы
19 сентября 1871 года в Кристиании в семье предпринимателя Харальда Аструпа и его жены Юханны Эмили Смит родился третий сын и шестой ребёнок, названный Эйвином. Крестили его 1 ноября на десятилетие свадьбы родителей. Позднее родились братья Сигурд и Торвальд. Харальд Аструп, владелец мануфактурной компании Astrup & Smith, был женат на сестре своего делового партнёра. Кроме того, он занимал высокое положение в городском ополчении столицы, получив в 1881 году высший чин стадсгауптмана. За заслуги центральное правительство в Стокгольме удостоило его ордена Вазы. Семейная резиденция располагалась почти в центре Кристиании близ королевского дворца (улица Вергеланн, дом № 7). Обширный особняк выходил на дворцовый парк; имелась прислуга и все атрибуты богатого семейства.
С ранних лет Эйвин Аструп вёл обычную для норвежцев высшего общества жизнь на природе. Родители приучали его к атлетизму, лыжным походам и охоте, а также плаванию. Отец предполагал, что сын будет участвовать в семейном деле. Эйвина отдали в престижную школу Ертсена на площади Св. Олафа, где он учился в одном классе с будущим художником Густавом Лерумом. В 15-летнем возрасте он поступил в Кристианийскую гимназию, которая считалась лучшей коммерческой школой в Норвегии. Это совпало с переездом семьи в новый дом на площади Хольберг. Окончив среднее образование, некоторое время Эйвин обучался практическим навыкам в банке Андресена. В 1891 году отец решил отправить его в США, где учился коммерции старший брат Йорген. 13 февраля 1891 года Аструп покинул Кристианию и через Глазго отплыл в Нью-Йорк; первое в его жизни путешествие заняло 12 дней. Юноша занимал каюту второго класса, но в основном проводил время с норвежцами-мигрантами с нижней палубы, играя с ними в карты. При Эйвине имелся сертификат на английском языке, выписанный Андресеном. 25 февраля Аструп прибыл в Бруклин, откуда после двухдневного ожидания отправился в Филадельфию к брату.

## Первая экспедиция Пири

### Знакомство и приготовления

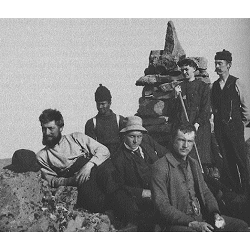
Гренландская команда. Слева направо: Ф. Кук, М. Хенсон, Э. Аструп, Дж. Вергоев, Джозефина и Роберт Пири

На вокзале Филадельфии Эйвина встретил старший брат Йорген, у которого он и остановился. Сразу оказалось, что Аструп не собирался поступать в коммерческое училище, и грезил о путешествиях в далёкие страны: он только что прочитал «Путешествие в Чёрную Африку» Стэнли. В начале марта в одной из газет молодой человек наткнулся на заметку о планах филадельфийского инженера Роберта Пири организовать экспедицию в Гренландию. Поскольку Аструп имел отличные навыки лыжника и охотника на Севере, читал описание гренландской экспедиции Нансена, то счёл себя вполне достойным оказаться в команде Пири. Не позднее 15 марта произошла встреча норвежца с американцем на Филадельфийских верфях. Аструп вспоминал, что беспокоился из-за того, что плохо говорил по-английски, и прихватил с собой два объёмистых словаря. Бессменный ассистент Пири, негр Мэтью Хенсон, вспоминал, что внешность и физические данные Аструпа произвели самое благоприятное впечатление, но с трудом сдерживал улыбку, упоминая акцент норвежца и пухлые тома словарей при нём. Эйвин Аструп имел рост 170 см, весил 76 кг, был пропорционально сложён, слыл отличным игроком в футбол, лыжником и конькобежцем. Биограф Том Блок-Наккеруд предположил, что Эйвин мог прибавить себе лет, опасаясь, что 19-летнего юношу сочтут «несерьёзным». Пири, однако, был предельно откровенен, поведав, что рассчитывает определить северные пределы Гренландии, чтобы использовать её побережье для достижения Северного полюса. Район деятельности Пири находился намного севернее трассы Нансена, к которому американец не скрывал ревности.
Роберт Пири обнародовал свой план 13 апреля 1891 года на заседании Американского географического общества. Официально предприятие было названо «Северогренландской экспедицией 1891—1892 годов», её продолжительность — 18 месяцев — определялась сроком отпуска, предоставленного Пири его начальством. В состав команды вошли, кроме Пири, Хенсона и Аструпа, ещё врач Фредерик Кук, охотник Лэнгдон Гибсон, геолог Джон Вергоев (которого приняли без собеседования за пожертвование 2000 долларов) и супруга начальника экспедиции — Джозефина Пири. В рекламной статье в газете «The New York Herald» Пири именовался «лейтенантом» (военным аналогом его гражданской должности), а Аструп — «профессором». На самом деле, как явствует из апрельского письма родителям, он числился письмоводителем с жалованьем 50 долларов в месяц. Согласно контракту, составленному на четырёх страницах, Аструп обязывался во всём слушаться и повиноваться начальству; все сделанные фотографии и собранные образцы полностью принадлежали экспедиции и должны были поступить для обработки в Филадельфийскую академию естественных наук; после возвращения в течение года участники экспедиции не могли публиковать свои дневники и фотографии и давать интервью без особого разрешения Пири. Взамен на всё время экспедиции её участники обеспечивались транспортом, жильём, провиантом и снаряжением, включая оружие, зимнюю одежду и обувь и спальные мешки.

### Первая зимовка

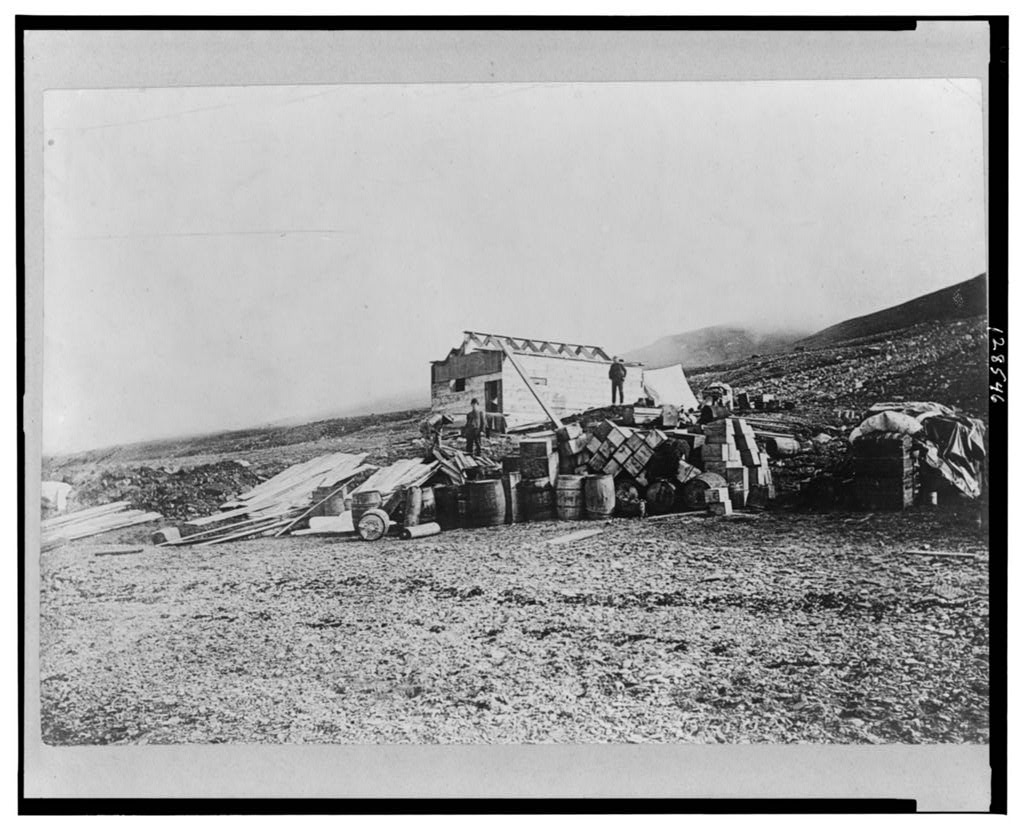
Возведение базы Редклифф

В субботу, 6 июня 1891 года, из Бруклина отплыла 280-тонная баркентина «Кайт» под командованием Ричарда Пайка. На шхуне находились 14 членов экипажа и зимовщики, включая супругов Пири. 23 июня «Кайт» достигла Гренландии, несмотря на почти постоянно штормовую погоду на пути. Все страдали от морской болезни, а Джозефина Пири была готова бросить всё и вернуться в Америку. Совершив остановки в Годхавне и Упернавике, где на берег сошла работавшая отдельно научная группа профессора Гелприна, команда Пири пересекла Северный полярный круг и устремилась в Залив Мелвилл. 11 июля Роберт Пири по собственной неосторожности получил двойной перелом лодыжки, когда перекладывал курс (получил удар румпелем), и выбыл из строя на четыре недели.
Высадившись близ мыса Кливленд на полуострове Редклифф в заливе Маккормик, команда принялась возводить зимовье. Центром была жилая хижина размером 22 × 12 футов (6,7 × 3,7 м), разделённая на две половины, одну из которых занимали супруги Пири. Роберт назвал их убежище «Редклифф-Хауз». Вскоре появились местные жители — эскимосы. Аструп, Кук, Вергоев и Гибсон отправились на ближайший остров Нортумберленд, где обосновалось их племя, получив приказ нанять небольшую группу аборигенов для сопровождения на охоте и в лыжных походах. Попутно Эйвин охотился на моржей — их мясо и жир должно было послужить гонораром. Однако к американцам прибился только охотник Иква с женой Мане и двумя малолетними детьми. 17 сентября, в день двадцатилетия Аструпа, «Кайт» покинул место зимовки. В последнем в сезон письме родителям Эйвин отмечал, что Пири в полной мере оценил его навыки и назначил картографом экспедиции. 20 сентября, когда немного обустроились, Аструпа, Вергоева и Гибсона отправили закладывать припасы для будущего весеннего похода. Они должны были заложить по 55 фунтов пеммикана, сухарей и сухого молока на человека. Склад был устроен под сенью хорошо заметного 800-метрового нунатака в 50 милях от побережья. Поход занял две недели. 26 октября началась полярная ночь.

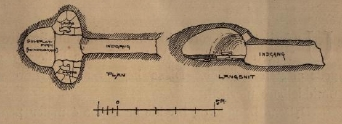
План эскимосского иглу из книги Аструпа «With Peary near the pole»

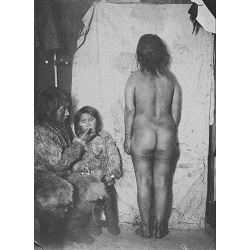
Одна из антропологических фотографий Фредерика Кука

Когда настала тьма, к Редклиффу перебрались эскимосы, построившие свои иглу; к концу зимы на мысе собралось 75 человек. Услуги племени оказались весьма кстати: женщины стали обрабатывать шкуры добытых медведей и овцебыков, а также моржей и тюленей, шить зимнюю одежду аборигенного образца. Фредерик Кук увлёкся этнографическими и антропологическими измерениями и фотографировал эскимосов (он поражался готовности женщин-эскимосок сниматься обнажёнными). Миссис Пири испытывала брезгливость к аборигенам, ежедневно обрабатывала их с Пири каюту сулемой и спиртом. Фредерик Кук в дневнике откровенно писал, что «ловля вшей — достаточно увлекательное занятие в тёмное зимнее время». Впрочем, Пири заботился, чтобы его люди были заняты: тот же доктор Кук регулярно проводил медицинские обследования команды (Аструп прибавил за зиму в весе до 79 кг), а все метеорологические наблюдения были возложены на Вергоева. Он даже построил остроумное устройство для измерения высоты прилива. Отношения в команде не ладились: Пири был деспотичен и запретил без его указаний удаляться от дома более чем на 500 ярдов. Вергоев демонстративно третировал начальника и его жену. В дневнике Гибсона отмечено, что миссис Пири не может говорить ни о чём, кроме талантов и великого предназначения её мужа. Сама Джозефина писала в дневнике, что «слишком аристократична» для своих спутников. Особенно доставалось Куку («…вообще понятия не имеет о джентльменстве») и Вергоеву («слишком эксцентричный»); Аструп же был иностранцем, который не всегда мог понятно выразить свои мысли и чувства на английском. Впрочем, ему многое прощалось за чистоплотность и за то, что он был воспитан в семействе высшего общества.
13 февраля 1892 года взошло солнце; полярная ночь длилась 110 суток. В тот же день Вергоев и Аструп были отправлены разведывать подъём на ледник, который они нашли и поднялись на 630 метров, построив иглу для удобства следующего похода.

### Путешествие на север Гренландии

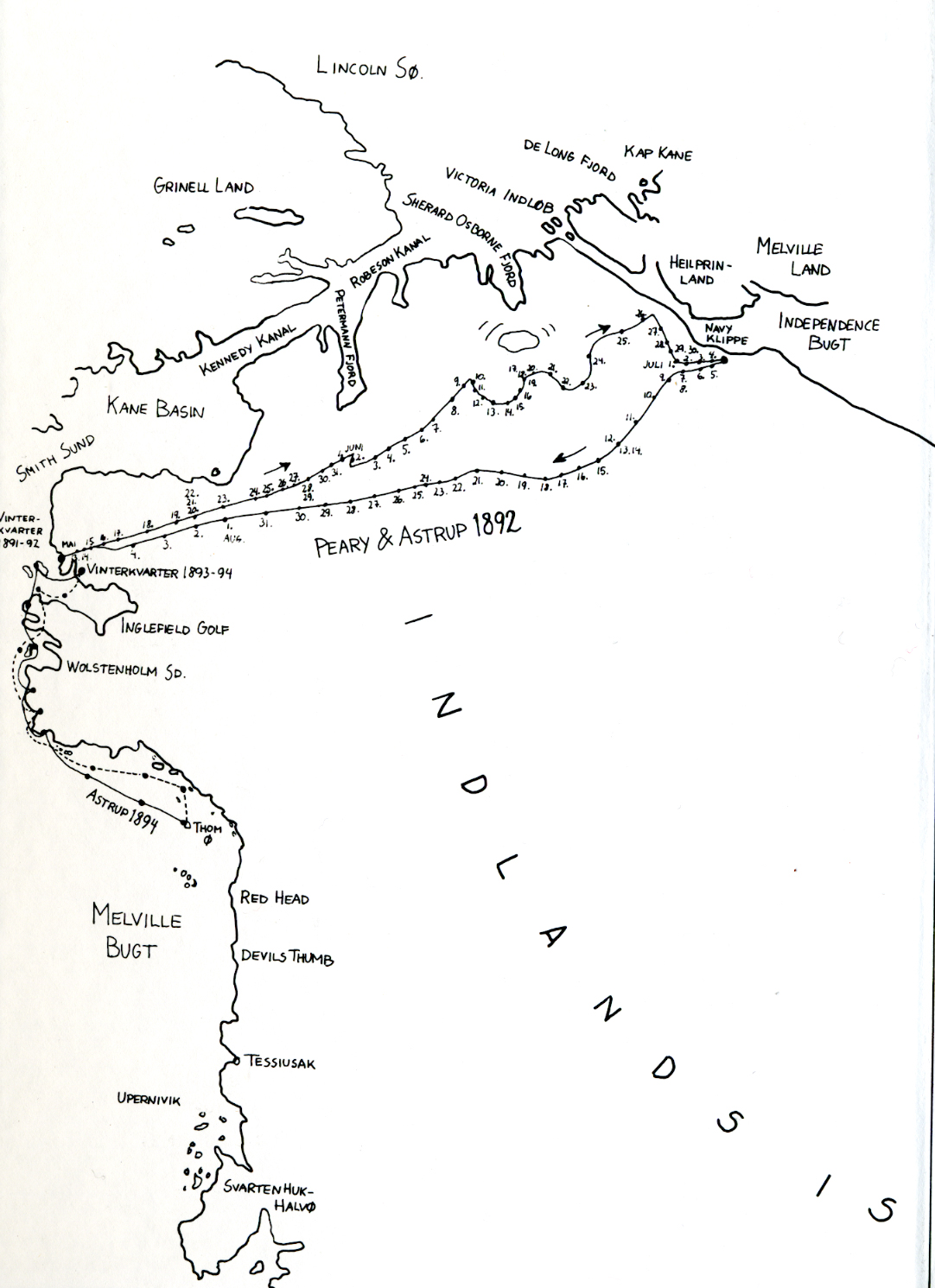
Карта похода Пири и Аструпа в 1892 году, составленная Эйвином Аструпом тремя годами позднее. Слева также показан картографический маршрут 1894 года

В апреле проходили пробные походы, во время которых Пири, Кук и Гибсон таскали снаряжение на верх ледника: эскимосы отказались следовать за ними, считая внутренние области ледника страной мёртвых. Погода была крайне неустойчивой, однажды путешественников завалило снегом, Пири и Кук смогли откопаться, а заблокированный наносами снега Аструп чуть не задохнулся. Оставалось работать на побережье. Удалось обследовать и нанести на карту 400 км берега Китового пролива и залива Иглфилд.
3 мая Пири и Хенсон на собачьих упряжках начали поход по гренландскому леднику в сопровождении Гибсона, Аструпа и Кука. В разных источниках несколько отличается число собак и количество снаряжения, общим весом от 800 до 900 кг. После того, как были отпущены сопровождающие, 450 кг провианта и снаряжения были загружены на большие сани, которыми управлял Аструп. В них был запряжён десяток собак, меньшие сани вёл Пири, который увереннее чувствовал себя на снегоступах, чем на лыжах, вдобавок, он впрягался в нарты вместе с собаками, которых в начале пути было три. Дорога непрерывно шла в гору, 15 мая была достигнута точка 3500 футов (1070 м). По мере приобретения навыков обращения с собаками росли дневные переходы — от 19 до 32 км. 24 мая достигли устья ледника Гумбольда, в 210 км от побережья. Здесь Пири решил отправить Кука на базу, вручив ему полномочия главы экспедиции на время своего отсутствия. С ним отправили и Гибсона с Хенсоном. Продолжив путь, Пири и Аструп 28 мая убили первую собаку, чтобы накормить её мясом оставшихся. 31 мая удалось достигнуть ледника Петермана, откуда начинался 55-мильный фьорд, ведущий в бассейн Холла. Пири принял решение поменять курс восточнее — начинались зоны ледовых трещин. Далее они продолжали забирать восточнее, достигнув к 21 июня фьорда Шерарда Осборна, и 26 июня — фьорда Виктории. Далее двигаться было невозможно, оставалось повернуть на юг. 1 июля путники достигли обрывистого побережья, за которым был виден Ледовый океан. Кромки материкового льда они достигли утром 2 июля.
Крупнейшим достижением этого похода Аструп и Пири считали выход к северным границам Гренландии. Сам начальник экспедиции, не определив точных очертаний открытых земель, утверждал, что к северо-западу, северу и северо-востоку от Индепенденс-фьорда расположен некий архипелаг. После второй экспедиции 1895 года (когда Аструп не участвовал в походе на крайний север Гренландии) Эйвин составил набросок так называемого «пролива Пири», соединяющего Индепенденс-фьорд и Виктория-фьорд, впрочем, не надписав этого названия. Набросок Аструпа лишён масштаба и градусной сетки. Лишь датские экспедиции 1906—1908 и 1909—1912 годов показали, что архипелага, обнаруженного Пири, не существует, а Индепенденс-фьорд является именно фьордом, а не проливом. Неточность наблюдений и карт Пири привели к гибели датского исследователя Мюлиус-Эриксена, который заплатил жизнью за неверные координаты. Наконец, Кнуд Расмуссен окончательно развенчал существование «пролива Пири» и доказал, что Земля Пири является частью Гренландии.
К началу обратного пути у путешественников осталось семь ездовых собак, для которых корма хватало всего на четыре дневных перехода. Впрочем, 3 июля были замечены следы овцебыков, а на следующее утро было обнаружено их стадо. Первого же добытого мускусного быка собаки обглодали до костей. Было решено бросить всё снаряжение, без которого можно обойтись, питаться только мясом и готовить на жировой лампе. На нартах оставили только фотокамеру, теодолит и хронометры. Вместо палатки на ночёвках возводили иглу. Выступив к Редклиффу 8 июля, путешественники преодолели за следующие четыре дня 108 км, двигаясь в гору (высота ледника достигла 2225 м). 12 июля началась пурга, которая длилась двое суток. Через день ледник достиг 2440 м, при этом нижняя кромка облаков смыкалась со снежной поверхностью и иногда приходилось идти в буквальном смысле на ощупь. Даже в таких условиях Аструпу удалось заставить собак пройти 29 км. 23 июля запасы провизии на санях Аструпа закончились, и сани бросили. Лишь 24 июля путь пошёл под уклон, а снежная поверхность позволила пройти 90 миль за пять суток и спуститься до 1525 м. Пережив пургу 31 июля, люди упорно двигались к побережью. 5 августа путешественники увидели на леднике тёмную точку — это оказалась партия университетского профессора Гелприна. Тот сообщил, что «Кайт» уже прибыла к Редклиффу четырьмя днями ранее. Пири отчитался, что вместе с Аструпом за 72 дня прошёл 1300 миль (2100 км) по гренландским ледникам и достиг крайнего северного побережья острова. К моменту возвращения на базу у Аструпа и Пири осталось только пять ездовых собак, которых начальник экспедиции забрал с собою в США.
После прибытия Роберта и Эйвина на базу 22 августа оказалось, что отношения Вергоева и Джозефины Пири разладились до крайней степени. 18 августа геолог вместе с Куком и Гибсоном отправился в научный поход к бухте Боудин. Далее Вергоев не захотел возвращаться на базу, и убедил спутников оставить его одного. Больше геолога никто не видел; по-видимому, он провалился в ледниковую трещину. Его поисками занимался Генри Брайант — первый помощник капитана «Кайт», который нанял девятерых эскимосов, пообещав за находку подарить им винтовку. Обнаруженные следы и консервные банки подтверждали версию о гибели Вергоева. 24 августа экспедиция отплыла от Редклиффа. После прибытия в Годхавн участники команды три дня восстанавливали социальные навыки в доме датского инспектора Андерсена. Переход в Сент-Джонс вновь был штормовым. 8 сентября экспедиция завершилась.

### Возвращение

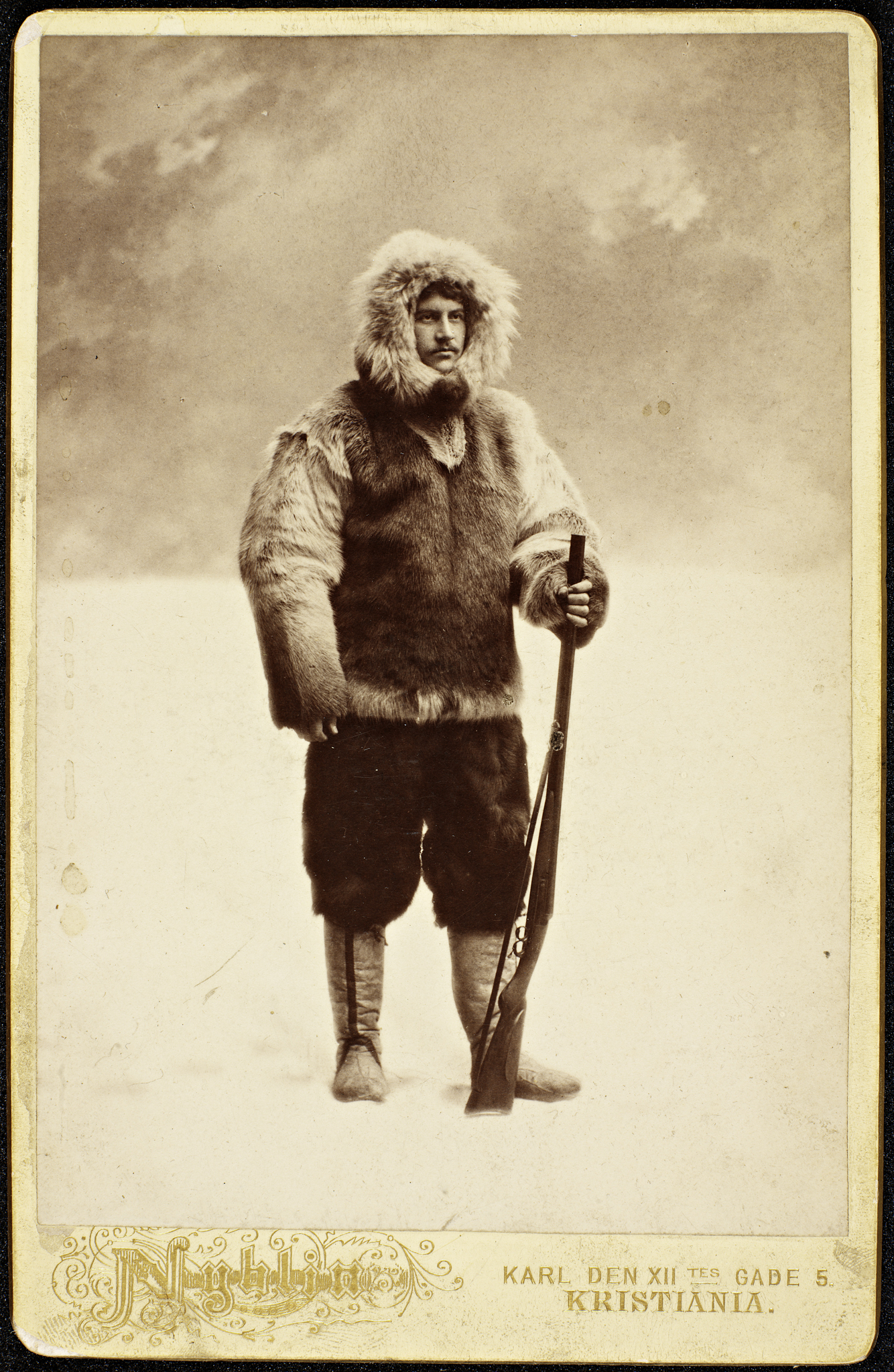
Аструп позирует в эскимосском одеянии для Лыжного клуба Кристиании. 1893 год

По условиям контракта Аструп мог лишь отправить телеграмму отцу, извещая о собственном благополучии. Сообщения о его успехе были напечатаны в ведущих норвежских газетах «Morgenbladet» и «Dagbladet», а в издании «Verdens Gang» был помещён комментарий Нансена и впервые — на первой полосе — портрет самого Аструпа. Редакция выслала ему 100 крон на текущие расходы. В американской прессе («Кайт» покинула Сент-Джонс 14 сентября) упоминалось только о подвигах Пири.
В Филадельфию участники экспедиции прибыли 24 сентября. Официальное чествование экспедиции в Географическом обществе было назначено на 28-е. Уже 29 сентября на сообщения из США отреагировал Нансен, который тогда рассматривал достижения Пири весьма позитивно. В первый же день после прибытия Аструп отправился к норвежскому консулу Ларсу Вестергору, у которого его ожидала телеграмма от родителей. Наконец, 12 октября Эйвин вернулся в Хортен, чему был посвящён весь первый разворот «Morgenbladet». Его встречали родители и лично Фритьоф Нансен, который завершал подготовку к экспедиции на Северный полюс на «Фраме». Всю осень продолжались торжества, кульминацией которых стало присуждение Аструпу ордена св. Олафа первого класса. 21-летний Эйвин стал самым молодым кавалером в истории этого ордена. Королевский указ о награждении был подписан 23 ноября 1892 года. Чествования шли в Лыжном клубе и Масонской ложе Кристиании (здесь собралось 400 человек), и даже в школе Ертсена, здесь с Аструпом впервые увиделись друзья Герман Гаде и Руаль Амундсен.
Празднества не только сделали Аструпа популярным, но и позволили ему заработать публичными лекциями: он получил приглашения во Фредрикстад, Ларвик, Драммен и другие города. 29 ноября состоялось большое выступление в Географическом обществе Норвегии, на котором присутствовали 500 человек. Редакции газет получили уведомления не печатать текст выступления Аструпа, чтобы он мог повторять его в других городах. По утверждению Тома Блок-Наккеруда, Аструп в известном смысле произвёл революцию в норвежских методах полярных исследований. Нансен и Свердруп тремя годами ранее пересекли Гренландию, используя как тягловую силу себя. «Норвежцы не имели представления о ездовых собаках, точно так же, как и лыжи были неизвестны эскимосам». В своём выступлении Эйвин много внимания уделял выносливости гренландских собак, которые могут очень долго выдерживать тяжёлую работу при полной неприхотливости в еде. Также Аструп показал себя профессиональным этнографом, рассказывая про методы выживания аборигенов Гренландии.
Английский исследователь Бо Риффенберг считал, что важнейшая из полярных лекций Аструпа состоялась 25 февраля 1893 года на заседании Студенческого братства Кристианийского университета. Этому предшествовала этнографическая выставка в Географическом обществе и серия газетных статей. В выступлении Аструп утверждал, что общество эскимосов основано на законах равенства и взаимопомощи. Из этого следовало, что эскимосы идеально приспособлены к полярной среде, поэтому «цивилизованные люди» должны учиться их методам выживания, передвижения и охоты. При этом эскимосские ездовые собаки отлично сочетаются с навыками норвежских лыжников. Биографы Аструпа сообщали, что подобные же идеи высказывал и Нансен в книге «Жизнь эскимосов». На лекции Эйвина присутствовал молодой Амундсен (тогда — студент подготовительного отделения), для которого программные тезисы норвежского полярника стали определяющими. Практически сразу Руаль Амундсен спланировал свой первый лыжный поход.

## Вторая экспедиция Пири

### Сложное отправление

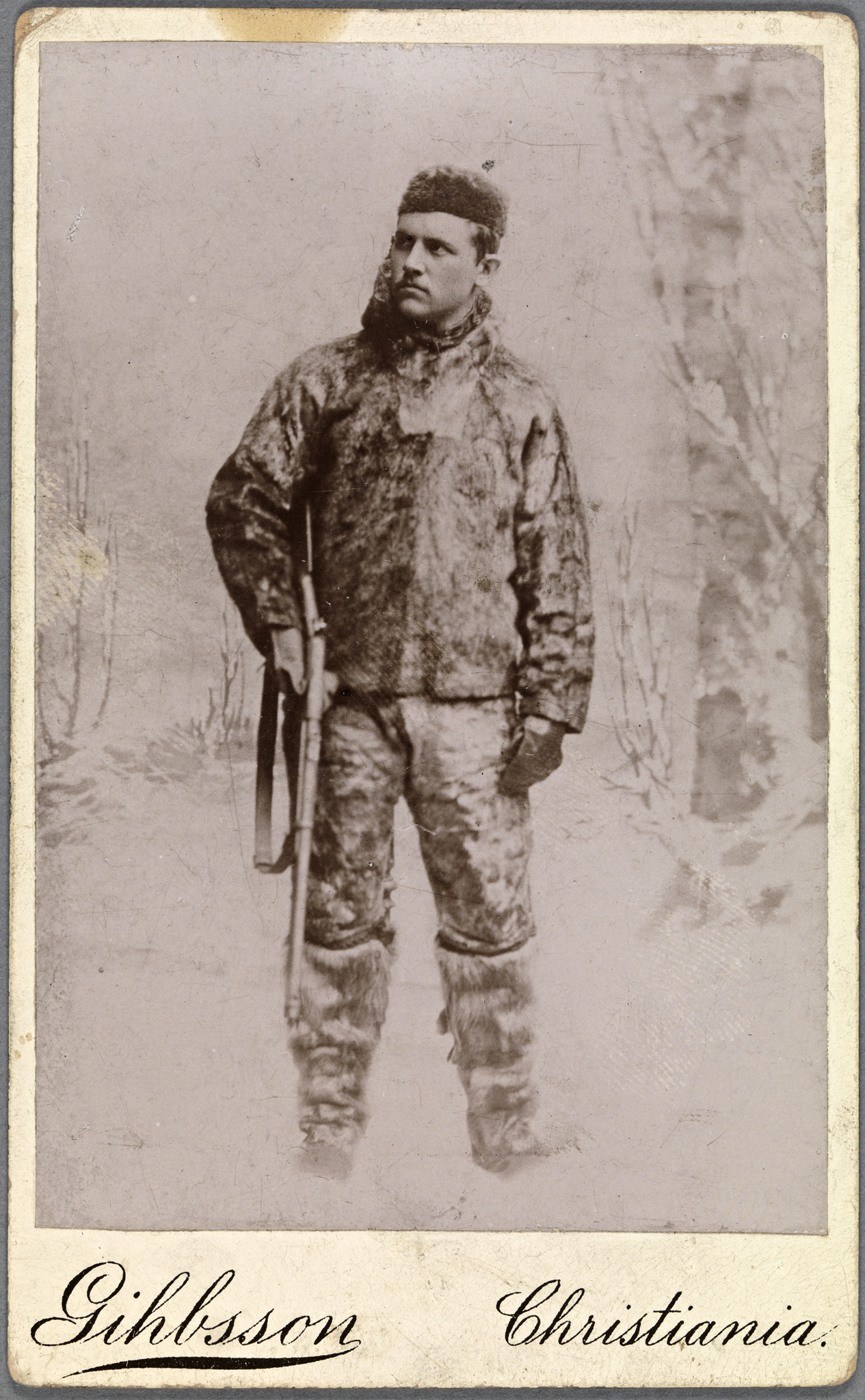
Аструп в норвежском охотничьем снаряжении

Практически сразу после возвращения Роберт Пири приступил к организации следующей экспедиции. Не сомневаясь, что Нансен достигнет Северного полюса, американец стремился опередить его. В американской прессе уже стали появляться публикации, посвящённые «полярной гонке». 25 января 1893 года, находясь в Лондоне, Пири написал Аструпу, приглашая участвовать в новой экспедиции. Американец не скрывал рекламного характера своего предприятия, которое должно было иметь огромный размах — в команду планировалось включить двенадцать человек, включая Кука и Хенсона. Впрочем, по утверждению Б. Риффенберга, Аструп крайне скептически отнёсся к идее участия в команде Джозефины, которая была беременна и которой предстояло родить ребёнка в обстановке полярной ночи. Тем не менее он взялся помочь с организацией экспедиции и согласился участвовать в ней. Аструп заказал несколько комплектов одежды эскимосского образца из волчьего меха, палатки из шёлка-сырца по образцу «нансеновских» и предложил Пири поэкспериментировать с исландскими и норвежскими пони, приспособленными к субарктическому климату. В то же время он считал, что лошади во всех отношениях уступают собакам, поскольку они тяжелы, нуждаются в большом количестве корма, а на копыта им понадобятся снегоступы. Единственным позитивом станет использование мяса павших животных для собак и людей. На доставку пони из Исландии в Индепенденс-фьорд, по мнению Аструпа, понадобилось бы тридцать дней. В письме от 20 марта 1893 года Аструп просил Пири скорректировать условия контракта. Буквально накануне отплытия Аструп заказал для Пири трое нарт образца Нансена и 20 пар кленовых и ясеневых лыж. В Америке была устроена рекламная выставка норвежских спортивных изделий, для организации которой Эйвину пришлось взять у давнего партнёра Андресена в кредит 275 крон.
23 июня 1893 года китобойное судно «Фалкон» отправилось из Нью-Йорка в залив Мелвилл. Новое зимовье было выстроено в заливе Инглфилд и получило название «Анниверсари-Лодж»; это был дом размером 10 × 4,5 м, кают-компания которого имела стеклянную светопроницаемую крышу; помещение было разделено на отдельные каюты. 12 сентября родилась дочь Роберта и Джозефины, которую назвали Мэри. Для ухода за ней в экспедицию была нанята нянька миссис Кросс. Местные эскимосы были так поражены цветом кожи новорождённой, что прозвали её «Снежным дитя». Пока не наступила зима, Аструпа отправили в составе каравана из трёх белых, 20 эскимосов и 50 ездовых собак, чтобы забросить 2,2 тонны припасов на дистанцию 160 км. Однако во время этого похода Аструп испытал симптомы острой кишечной болезни, которую называл «тифозной лихорадкой». Из-за резкого ухудшения погоды пришлось повернуть с 43-го километра пути. На базе врач по фамилии Винсент сумел справиться с острой фазой заболевания. Уже после кончины Аструпа Фредерик Кук рассказывал Руалю Амундсену, что доктор лечил норвежца от сифилиса, истратив на него все имеющиеся в экспедиционной аптеке средства. Первопричиной было использование европейцами эскимосского обмена жёнами. Избранницей Эйвина Аструпа во время второй экспедиции была четырнадцатилетняя Тунгвингва — жена 25-летнего охотника Колотенгвы, ещё не имевшая детей.
Полярная ночь началась 26 октября. Спустя пять дней произошла катастрофа, резко ухудшившая положение зимовщиков. От ледника Боудин отделился айсберг, вызвавший некое подобие цунами. Приливная волна проникла на 100 ярдов в глубину фьорда, разбила китобойные шлюпки, хранившиеся на берегу, смыла в море 32 бочки с керосином, часть собак, запас угля. Теперь невозможно было освещать и отапливать зимовочный дом до прихода судна. Тем не менее за счёт экономии угля и использования жира добытых морских животных команда продержалась до начала полярной весны. Пири планировал выход 6 марта, однако состояние здоровья Аструпа не позволило ему участвовать в походе. Взамен начальник дал имя норвержца своим саням, а его самого было решено задействовать на картографировании побережья.

### Залив Мелвилл и возвращение

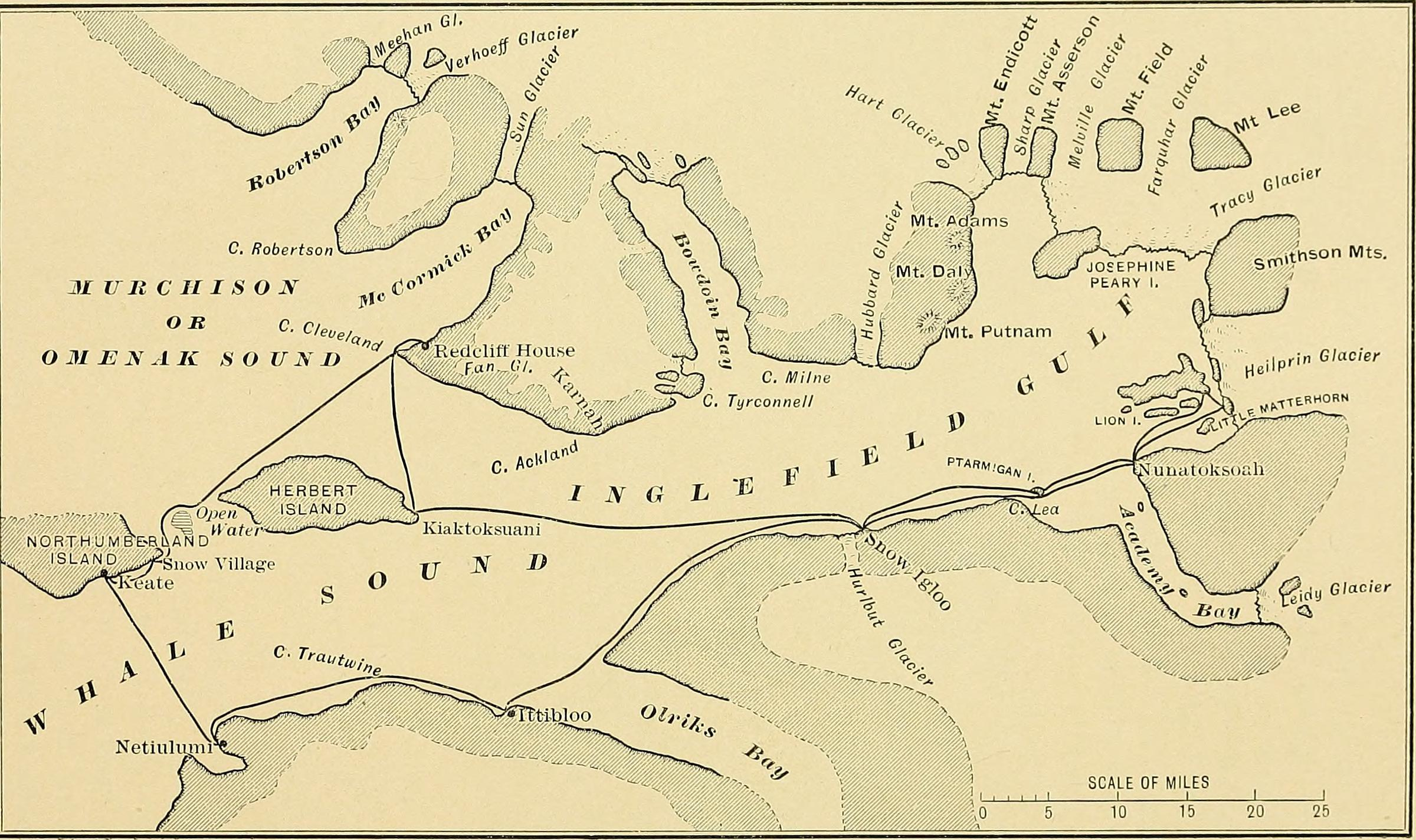
Карта окрестностей зимовья Пири из книги «Northward over the great ice»

Из-за плохого самочувствия Аструп лишь 6 апреля 1894 года отправился на мыс Йорк (до которого было 300 км по прямой) в сопровождении эскимоса Колотенгвы. Сначала путники посетили остров Герберт, где к ним присоединился охотник Террикорри, обладатель особо выносливой собачьей упряжки. Аструп использовал для съёмок теодолит, замерял метеорологические показатели. Так они достигли пролива Вольстенхолм и пересекли остров Сандерс, пока не достигли мыса в ночь на 12 апреля. Здесь три дня спутники Аструпа отдыхали в эскимосском стойбище. Далее норвежец с Колотенгвой вдвоём отправились к мысу Мелвилл, который обозначал северо-восточный край одноимённого залива. Колотенгва охотился на белых медведей, моржей и оленей, мясо которых шло и собакам, и людям. Посетив мыс Мёрдок, 1 мая путешественники вернулись, проделав большую картографическую работу за 25 дней. Как оказалось позднее, это был единственный успех в данном экспедиционном сезоне.
16 мая из своего бесславного похода на север вернулся Пири. Ему не удалось повторить даже достижений 1892 года; осталось только 42 истощённых ездовых собаки. Когда прибыло китобойное судно «Фалкон», Аструп не собирался оставаться на вторую зимовку. Во-первых, он убедился, что в состоянии действовать самостоятельно, решая собственные практические и исследовательские задачи. Во-вторых, сильно ухудшились отношения Эйвина с Робертом и Джозефиной Пири, которые противопоставляли себя остальной команде, тратили огромное количество топлива и керосина и потребляли лучшие продукты. Сохранившиеся образцы переписки показывают, что отношения, прежде сердечные, стали сухими и формальными. Вдобавок, Пири так и не расплатился за поставленные ему двадцать пар норвежских лыж и другие детали снаряжения. 15 сентября 1894 года «Фалкон» добрался до Сент-Джонса, откуда Эйвин, не сдерживаясь, отправил домой телеграмму, в которой назвал экспедицию «возмутительной бутафорией». 24 сентября Аструп прибыл в Филадельфию, откуда отправил подробное письмо, напечатанное «Morgenbladet» 7 октября. Эйвин не стеснялся в выражениях, а в собственном заболевании обвинил американских поставщиков, которые продали Пири десятилетний пеммикан, оставшийся от экспедиции Грили.

### Южнополярный проект
Осенью 1894 года Аструп писал книгу о двух экспедициях, проведённых рядом с Пири, которая получила название «Среди соседей Северного полюса» (норв. Blant Nordpolens naboer). Контрактный запрет его, видимо, мало заботил. Он также общался с Фредериком Куком. 24 октября датировано письмо Эйвина Свену Фойну, в котором впервые появляются заметки по Южному полюсу. Связь предлагалось держать через редакцию «Morgenbladet». Аструп заявлял, что последнее великое «белое пятно» на карте Земли (в успехе Нансена на Северном полюсе он не сомневался) также должно быть закрыто норвежцами, что будет означать существенное повышение статуса Норвегии в международной политике и возвращение стране независимости. «Способности и возможности норвежской нации несопоставимы с размером нашей страны и численностью населения». Далее следовал конкретный план. Аструп предполагал высадиться на антарктическом побережье в разгар южного полярного лета — в январе. Лучшей точкой высадки является Земля Виктории по меридиану Новой Зеландии, поскольку Джеймс Росс именно в этом регионе проник до 78° южной широты. После высадки шестерых лыжников и заброски припасов экспедиционное судно должно сразу же уйти, а забрать команду — следующим летом. Оставшаяся часть лета и осени до полярной ночи будет использована для строительства зимовочной базы и проведения научных исследований. Конкретных рекомендаций по санным походам вдоль побережья и внутри материкового льда Аструп не давал, утверждая, что это можно выяснить только на месте. Тем не менее, по опыту Гренландии он утверждал, что даже малая команда лыжников с собачьими упряжками вполне может преодолеть 1600—2000 миль пути за один сезон. Фойн оценил возможность реализации проекта, но в 1895 году стал работать с другим соотечественником — Карстеном Борхгревинком.
2 декабря 1894 года Эйвин Аструп покинул США и прибыл в Кристиансанн 16-го. Главным образом, его отъезд был продиктован приглашениями читать лекции в Норвегии, Дании и Великобритании. Поскольку прошло больше двух лет после отплытия Нансена, всё более актуальным становился вопрос, достигли ли норвежцы Северного полюса. Эта тема ставилась заглавной и в лекции Аструпа.

## Норвегия. Жизненный финал

### Аэронавтика

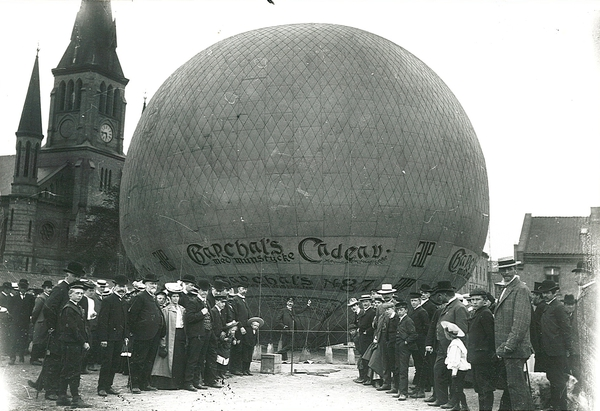
Запуск воздушного шара Франческо Четти в 1906 году

16 января 1895 года состоялось выступление Аструпа в Географическом обществе Норвегии. Слушателей завлекали на доклад объявлением, что будут демонстрироваться 50 диапозитивов через проекционный аппарат Баррата. Этот аппарат с газовым освещением был приобретён в 1891 году за 2000 крон, и сам по себе казался в Норвегии техническим чудом. В докладе Эйвин много говорил об экономическом освоении Арктики. В практической части он сопоставлял экспедиции Пири, Джексона и Нансена; две последние на тот момент ещё находились в пути. Говоря о «фрамовской» экспедиции, Аструп заявил, что она беспримерна и не может сравниваться ни с одной из предшествующих. Он сомневался в её неуспехе, хотя и допускал, что полярный корабль могло раздавить льдами. В конце он предложил использовать воздушный шар для достижения Северного полюса. Однако экспериментам такого рода должно предшествовать длительное изучение воздушных течений Арктики, которые позволят аэронавтам вернуться на юг в течение одного полёта. Проект воздушной экспедиции, вероятно, захватил Аструпа, и его поддерживал Франческо Четти — пионер воздухоплавания в Норвегии. Ещё в 1892 году Четти сотрудничал с Соломоном Андре, который также рассчитывал долететь до полюса. С Андре в феврале 1895 года переписывался и сам Аструп, планируя бюджет экспедиции к полюсу по воздуху со Шпицбергена. Аструп лично совершил два полёта на аэростате. В середине сентября 1895 года он пролетел с Четти над Драмменфьордом и сделал первые аэрофотографии в Норвегии. Второй полёт был совершён с Кристианом Хельгесеном из Норвежского метеорологического института для измерения температур на разных высотах.
27 мая 1895 года Королевское географическое общество присудило Аструпу приз Мурчисона (диплом и чек на 40 фунтов стерлингов принимал секретарь посольства Герман Гаде).

### «Среди соседей Северного полюса»
Лекции Аструпа приносили прибыль, но сами по себе требовали вложений. Так, во время посещения одного только Шиена было продано 298 билетов за 255 крон, а печатание и расклейка четырёхсот рекламных плакатов обошлась в 64 кроны, то есть выручка составила 191 крону. Пири платил Аструпу 800 крон в год в долларовом пересчёте. Издательство «Aschehoug» предложило Аструпу контракт на сумму от 2400 до 3000 крон за книгу «Среди соседей Северного полюса», в зависимости от её объёма. Издание вышло на финишную прямую в августе — сентябре 1895 года. В начале года часть книги была выпущена отдельными главами, распространяемыми в виде брошюр среди подписчиков «Morgebladet», а рецензия в этой газете вышла 8 апреля 1895 года, то есть ещё до окончания типографских работ, и носила откровенно рекламный характер. Поскольку расходы на иллюстрирование составили 1700 крон (и 150 за цветное оформление переплёта), издатель в конечном счёте остановился на гонораре в 2250 крон.
Книга вызвала много отзывов и рецензий в норвежской прессе. Все они были безоговорочно положительными, подчёркивали, что автору удалось совместить лёгкий стиль, чувство «включённости» читателя в происходящее, а также серьёзное географическое и этнографическое содержание. Книгу называли этапной для становления норвежской географической литературы. Впрочем, Том Блок-Наккеруд отмечал, что несмотря на восторженность прессы, «Среди соседей Северного полюса» долгое время не переиздавалась. Одун Тэннесен Хальвег в магистерской диссертации провела анализ газетных рецензий и установила, что многие издания перепечатывали один и тот же рекламный текст, призванный увеличить рождественские продажи в 1895 году. Личность Аструпа в таких публикациях провозглашалась достойным примером для подражания молодому поколению, а его книга, написанная безыскусным слогом, являлась «отличным подарком». Кроме того, Нансен ещё не вернулся из своей арктической экспедиции, а на рынке норвежской полярной литературы не было новинок со времён издания в 1890 году «На лыжах через Гренландию» самого Фритьофа. Отчасти, это способствовало популярности Аструпа и его достижений.
Повествование Аструпа используется и исследователями XXI века. Кирстен Гаструп (Копенгагенский университет) подчёркивала новаторский характер пассажей, посвящённых эскимосам, поскольку Эйвин Аструп отважился на обобщения относительно нравов и мировоззрения коренных гренландцев. Например, он обратил внимание, что при первой встрече с племенем в проливе Смит участники американской экспедиции протянули руки в дружеском приветствии, но оказалось, что данный жест не говорил эскимосам ничего. В заключительной части главы об эскимосах Аструп рассуждал о том, что «свобода является руководящим принципом счастливых граждан Арктики; но не свобода, ограниченная буквой строгого закона, а полная свобода надежды и взаимного доверия». Подобного рода суждения оказали существенное влияние на мировоззрение Кнуда Расмуссена. Аструп широко использовал дарвинистсткую терминологию, утверждая, что эскимосы находятся на переднем краю борьбы за существования в регионах, которые мертвы с точки зрения европейцев.
Норвежский литературовед Хеннинг Вэрп провёл специальное исследование стратегий нарратива Фритьофа Нансена (в книге «На лыжах через Гренландию») и Эйвина Аструпа. Нансен в своём двухтомнике выступал как учёный, что проявилось в несколько искусственном стиле, а также огромном количестве второстепенных сюжетов, например, истории передвижения на лыжах или экспедиций в воды Гренландии. Собственно, рассказ об экспедиции начинается только с семнадцатой главы. Повествование Аструпа сжато, касается только его собственного экспедиционного опыта и не имеет сквозного сюжета. Введение занимает всего три страницы. При этом книга Нансена «„Фрам“ в Полярном море» выдержала великое множество изданий благодаря пейзажным описаниям и глубоким пассажам о внутреннем мире и мечтах автора. По мнению Х. Вэрпа, здесь невозможно выстроить какие-либо закономерности. Отто Свердруп открыл наибольшее количество земель среди представителей «Большой тройки» норвежских землепроходцев (включая Амундсена), однако его книга «Новая земля» не переиздавалась с 1903 года. Книга Ялмара Юхансена «Сам друг под 86°14’» многократно печаталась и в 1940-х годах, и в XXI веке, но не включила её автора в число норвежских полярных героев первой величины. Хеннинг Вэрп относил Аструпа к декадентской традиции (цитируя «Уставшие души» Арне Гарборга), которая сочетает тоску по доцивилизованному состоянию человечества и одновременно осознание долга носителя цивилизации. Впрочем, Том Блок-Наккеруд отмечал, что у Аструпа не было тоски по «потерянному раю», и в этом качестве он не воспринимал ни Гренландию, ни эскимосов, хотя в одном из частных писем утверждал, что хорошо адаптировался, и Заполярье стало его «вторым домом». Ключевым словом в повествовании Аструпа, по мнению Вэрпа, было «авангард» (в его военном значении), и, по-видимому, путешественник стремился побывать на самой границе неизведанного пространства, разрушив последние барьеры.

### Кончина
К декабрю 1895 года у Аструпа развилась сильная меланхолия. Чтобы развеяться, на Рождество Эйвин отправился в одиночный лыжный поход в горы близ Довре, рассчитывая на месте встретиться с компанией друзей. Дистанция составляла 57 километров. 27 декабря он исчез. В прессе сообщалось, что тело Аструпа было случайно обнаружено 21 января 1896 года в восьми километрах от Еркинна. Чуть ли не единственным источником информации является заметка в газете «Morgenbladet» от 22 января, в которой утверждалось, что лыжник был легко одет, явно не рассчитывал на длительное отсутствие, а бутылка портвейна, которая была при нём, оказалась едва початой. По предположению корреспондента, из-за плохой погоды Эйвин шёл пешком, держа лыжи в руках. Поскользнувшись на ледяном бугре, он ударился головой о камень, что привело к кровопотере и смерти от переохлаждения; вокруг тела натекло много крови. Том Блок-Наккеруд обосновывал версию о самоубийстве 24-летнего полярника. Собственно, впервые подобную версию озвучила Ева Нансен — жена Фритьофа — на похоронах Аструпа; о том же говорил политик Оскар Ниссен. По мнению Т. Блок-Наккеруда, Аструп готовился свести счёты с жизнью, взяв с собой пистолет, которым и воспользовался. Перед своей последней поездкой он избавился от ездовых собак. Причиной были конфликт с Пири, из-за которого было невозможно продолжать работу в Гренландии, неудачи с организацией экспедиции в Антарктиду и на Северный полюс на воздушном шаре, а также давление со стороны родни, которая настаивала, чтобы Эйвин «образумился» и вернулся к семейному бизнесу. Версию о заболевании сифилисом Блок-Наккеруд считал мало обоснованной, но соглашался с мнением Вальдемара Брёггера, что тиф перешёл у Аструпа в хроническую фазу. Эксперт по эскимосским саням Юнас Варме Мо в 2012 году именовал самоубийство Аструпа «фактом». Бо Риффенберг называл версию Блок-Наккеруда «спекулятивной», поскольку медицинского освидетельствования тела не проводилось.
Кончина и погребение Эйвина Аструпа стали в Норвегии событием национального масштаба и имели определённый резонанс в мире. Гроб с телом встречали в Кристиании несколько сот человек. Соболезнования прислали Роберт Пири, Фредерик Кук и спонсор Пири Герберт Бриджман. От Швеции откликнулись ведущий полярник барон Норденшельд и Соломон Андре со спутниками Френкелем и Стриндбергом. Эдвард Григ писал другу, что не знает, чем его так потрясла смерть молодого человека, которого он не знал лично, и книгу которого не читал. Эйвина Аструпа похоронили 26 января 1896 года на кладбище Спасителя в Кристиании в семейном склепе Аструпов.

## Память
Фритьоф Нансен в 1893 году назвал в честь Аструпа возвышенность на полуострове Челюскин. Возвышенность Аструпа отмечается в лоциях как одна из приметных на северо-западном берегу Таймырского полуострова, она находится на расстоянии около 50 миль от берега и поднимается на высоту 250 м. В ходе летней попытки полёта к Северному полюсу в 1896 году участники экспедиции Андре назвали именем Аструпа мыс на острове Амстердам. Руаль Амундсен, который участвовал в бельгийской экспедиции в Антарктиду, предложил назвать в честь Аструпа мыс на острове Винке. Датская экспедиция 1903—1904 годов в Гренландии назвала в честь Аструпа ряд объектов в заливе Мелвилл, в том числе ледник и бухту. Имя Аструпа носят улицы в Осло (поименована в 1923 году), Бергене (1925) и Тронхейме (1937).
В августе 1909 года Кнуд Расмуссен установил в память об Аструпе мраморную доску. В течение жизни он многократно обращался к идее воздвигнуть памятник норвежцу в Гренландии. В 2010 году мемориал Аструпа был открыт в доме-музее Расмуссена в Каанааке. Музей археологии и антропологии Пенсильванского университета сохраняет в своей коллекции некоторые предметы, предположительно собранные Аструпом в Гренландии, и переданные Сэмюэлом Ингрэмом. В основном это одежда, традиционные инструменты, а также примечательная кукла в костюме, выполненном в мельчайших подробностях. Существует предположение, что кукла исполнена той же эскимосской швеёй, которая создала арктический костюм, переданный Пири в коллекцию музея в 1892 году — об этом свидетельствует выбор материалов, цвета, стиль шитья и прочее. Вероятно, подобный дар имел символическое значение.
Сразу после гибели Аструпа социал-демократическая партия обратилась к нации с инициативой воздвигнуть гранитный обелиск на месте, где произошла трагедия. К августу 1896 года было собрано 1500 крон, в числе первых подписчиков были Руаль Амундсен (ещё никому не известный), Фритьоф Нансен, Отто Свердруп. Памятник был установлен в Холменколлене, а в 1990 году перенесён на видное место во Фрогнерсетерен.
Уезжая из Гренландии, Эйвин Аструп отдал свои нарты и упряжь Колотенгве. Узнав о смерти друга, эскимос не пользовался ими, а обменялся с датским полярником Мюлиус-Эриксеном. Позднее тот передал эти нарты в экспозицию Этнографического музея. Нарты, построенные Аструпом в Норвегии, хранятся в Лыжном музее в Хольменколлене. В 2011 году Юнас Мо создал проект «Эйвин и Колотенгва», посвящённый тестированию свойств упряжных саней Аструпа эксимосского образца, и пропаганде его арктического наследия. К 120-летию гибели Э. Аструпа Юнас Мо изготовил реплику нарт его конструкции. Интервью с реконструктором получило известный резонанс в норвежских СМИ. В феврале 2016 года сани были испытаны близ места смерти Аструпа в Холменколлене и в горах Довре.
Для возрождения интереса к Аструпу у себя на родине много усилий приложил Хельге Ингстад. С его предисловием выходили норвежские переиздания книги Аструпа в 1990 и 2004 годах. Монографические биографии самого Аструпа вышли в свет только в XXI веке. В 2011 году вышла норвежская книга Тома Блока-Наккеруда «Полярный исследователь Эйвин Аструп. Первопроходец среди соседей Северного полюса», основанная на солидном корпусе первоисточников. В 2017 году Музей «Фрама» выпустил богато иллюстрированную книгу английского историка Бо Риффенберга, все архивные материалы в которой были подготовлены и переведены директором музея Гейром Клэвером.
Биограф Руаля Амундсена Тур Буманн-Ларсен заметил, что Аструп относился к тому же поколению, что и будущий «Наполеон полярных стран», и даже учился в той же гимназии, что и Леон Амундсен — бессменный поверенный в делах своего брата. В круг интересов Эйвина Аструпа входила не только Арктика, но и Антарктика, так что, полагал Буманн-Ларсен, Аструп мог затмить Амундсена, если бы остался в живых.

## Публикация и переводы
- Astrup E. Blandt nordpolens naboer :  [букмол]. — H. Aschehoug & Co Forlag, 1896. — 207 s.
- With Peary near the Pole by Eivind Astrup; with illustrations from photographs and sketches by the author :  [англ.] / translated from the Norwegian by H. J. Bull. — London : C. A. Pearson Limited, 1898. — 262 p.
- Unter den Nachbarn des Nordpols :  [нем.] / von Eivind Astrup ; autorisierte Übersetzung aus dem Norwegischen von Margarethe Langfeldt. — Leipzig : H. Haessel Verlag, 1905. — IV, 275 S.

## Комментарии
1. ↑  Имеется в виду полное норвежское издание в двух томах. В 1930 году Нансен радикально сократил книгу, посвятив её норвежской молодёжи. На русском языке издавался только сокращённый вариант.